# Deutsche Meisterschaften im Rennrodeln 2024

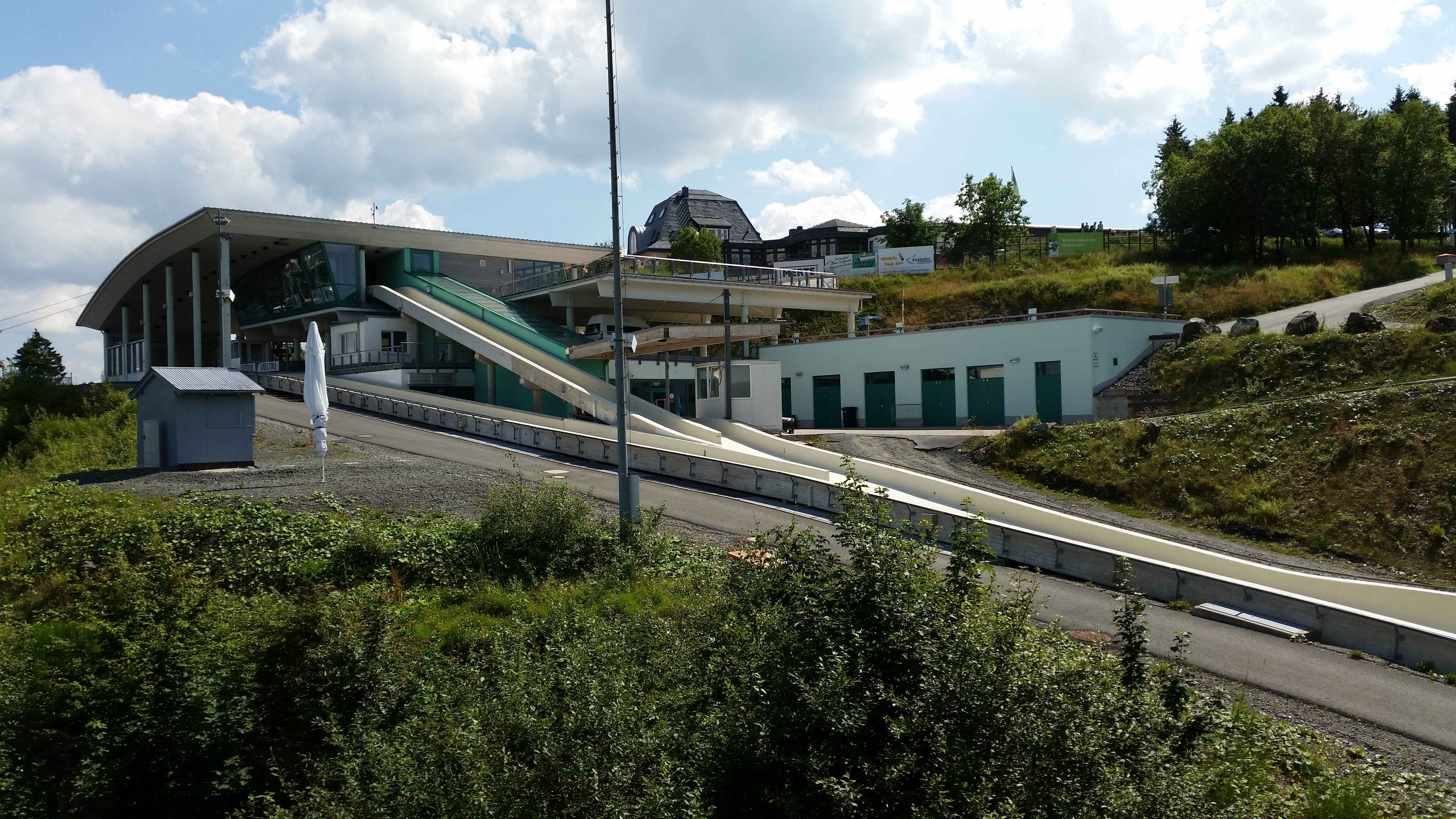
Startbereich der Veltins-Eisarena (2014)

Die Deutschen Meisterschaften im Rennrodeln 2024 wurden am 16. November 2024 in der Veltins-Eisarena in Winterberg ausgetragen.
Bei den vom Bob- und Schlittenverband für Deutschland organisierten nationalen Titelkämpfen fanden Wettbewerbe in den Ein- und Doppelsitzern für Frauen und Männer sowie in der Disziplin der Teamstaffel (Team bestehend aus je einem Einsitzer der Frauen und Männer sowie je einem Doppelsitzer der Frauen und Männer) statt. Abgesehen von der Teamstaffel (lediglich ein Lauf) wurden alle Wettbewerbe in zwei Läufen entschieden. Zum neunten Mal gab es bei Deutschen Meisterschaften eine Teamstaffel, zum zweiten Mal mit den Doppelsitzern der Frauen. Die Rennen dienten auch als Selektionsrennen in Vorbereitung der Weltcupsaison.
Es gewannen die Vorjahresmeister Anna Berreiter und Felix Loch in den Einsitzerwettbewerben sowie Jessica Degenhardt und Cheyenne Rosenthal im Doppelsitzer der Frauen. Lediglich beim Doppelsitzer der Männer gewannen mit Tobias Wendl und Tobias Arlt nicht die Titelverteidiger. Den deutschen Meistertitel in der Teamstaffel gewann die aus den deutschen Meistern der einzelnen Disziplinen bestehende Staffel.

## Titelverteidiger
Bei den Deutschen Meisterschaften im Rennrodeln im Dezember 2023 auf der Rennschlitten- und Bobbahn Altenberg siegten Anna Berreiter im Einsitzer der Frauen, Felix Loch im Einsitzer der Männer, Jessica Degenhardt und Cheyenne Rosenthal im Doppelsitzer der Frauen sowie Hannes Orlamünder und Paul Gubitz im Doppelsitzer der Männer. Den Sieg in der Teamstaffel sicherte sich die Staffel um die deutschen Meister Anna Berreiter, Hannes Orlamünder und Paul Gubitz, Felix Loch sowie Jessica Degenhardt und Cheyenne Rosenthal.

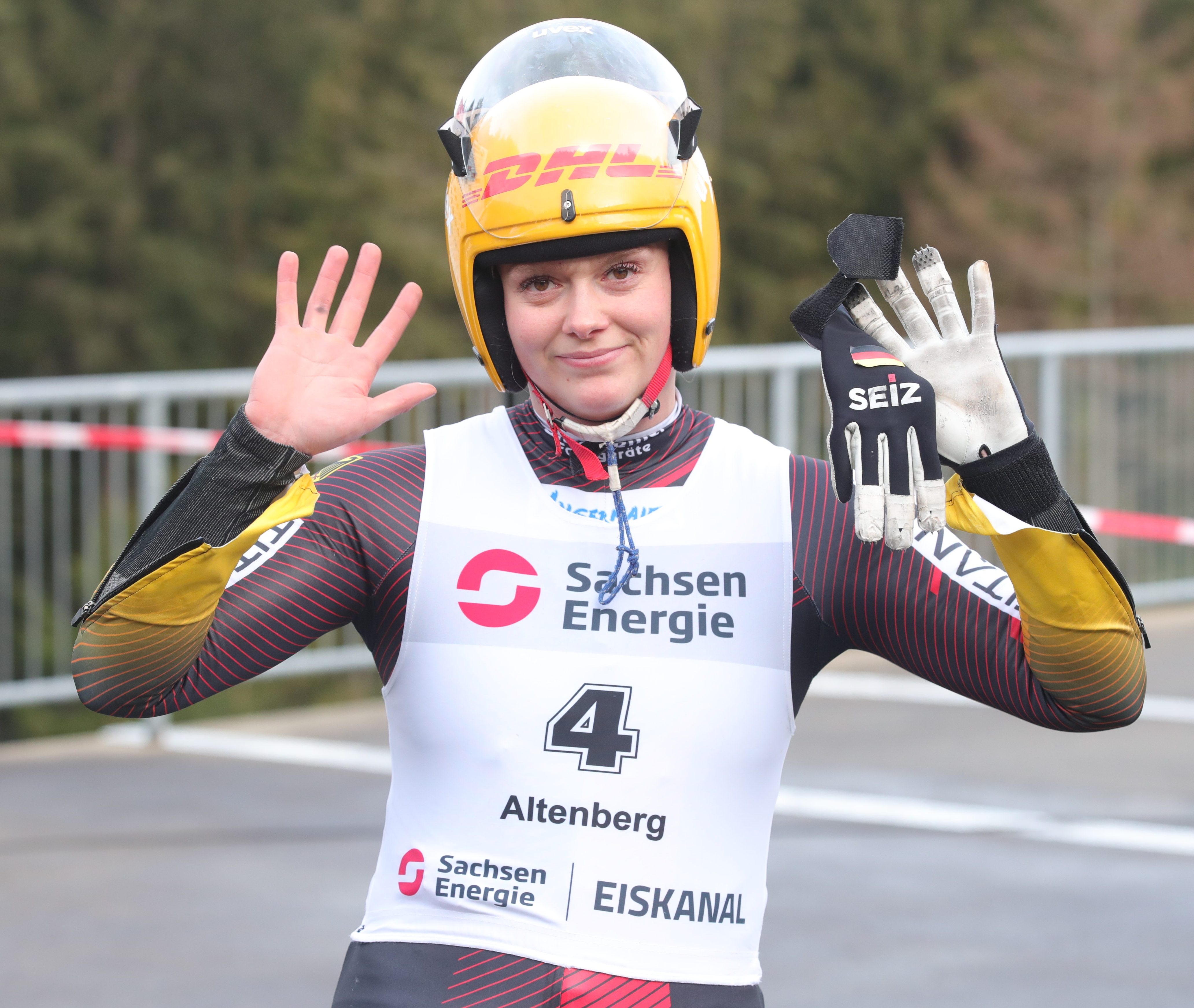
Berreiter
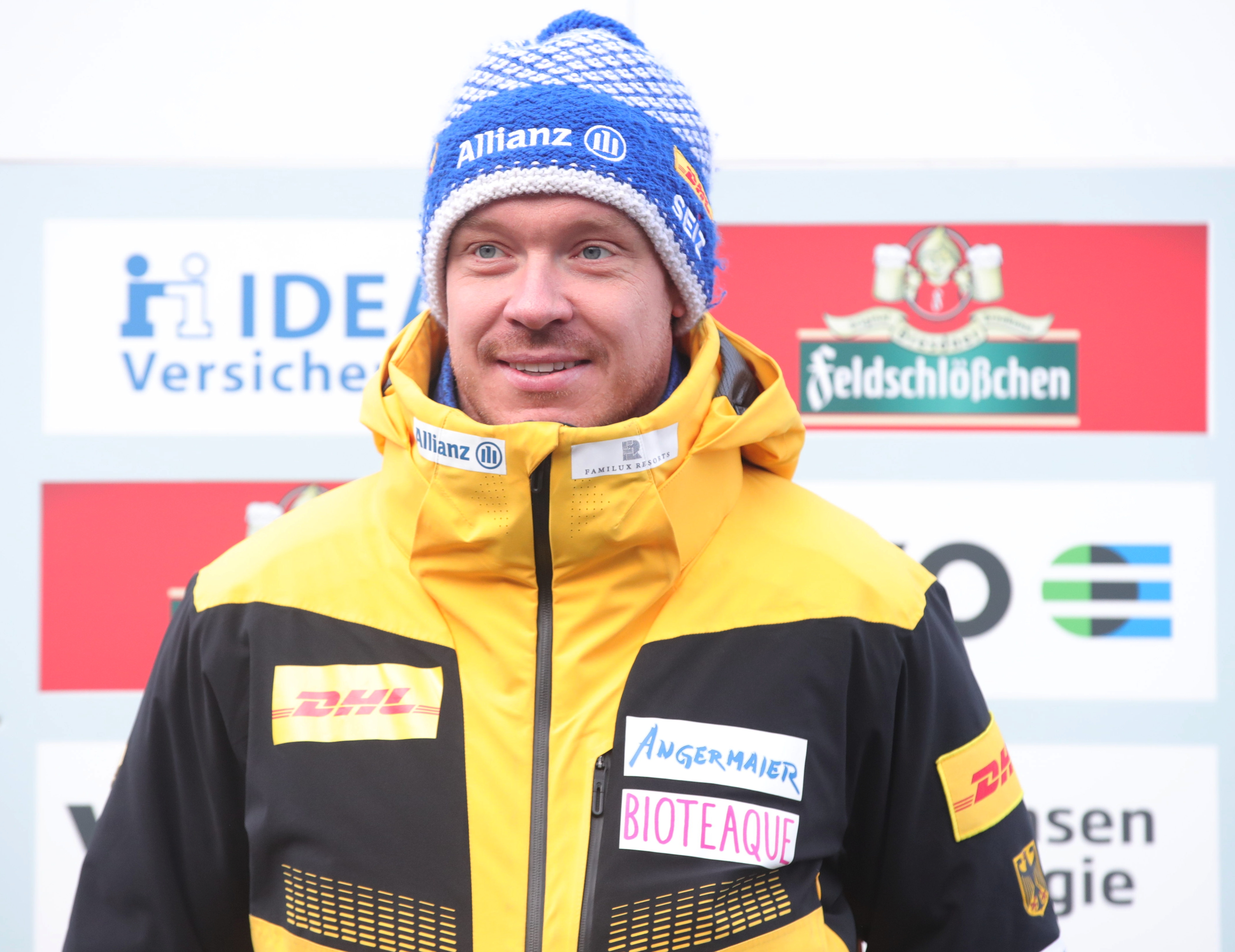
Loch
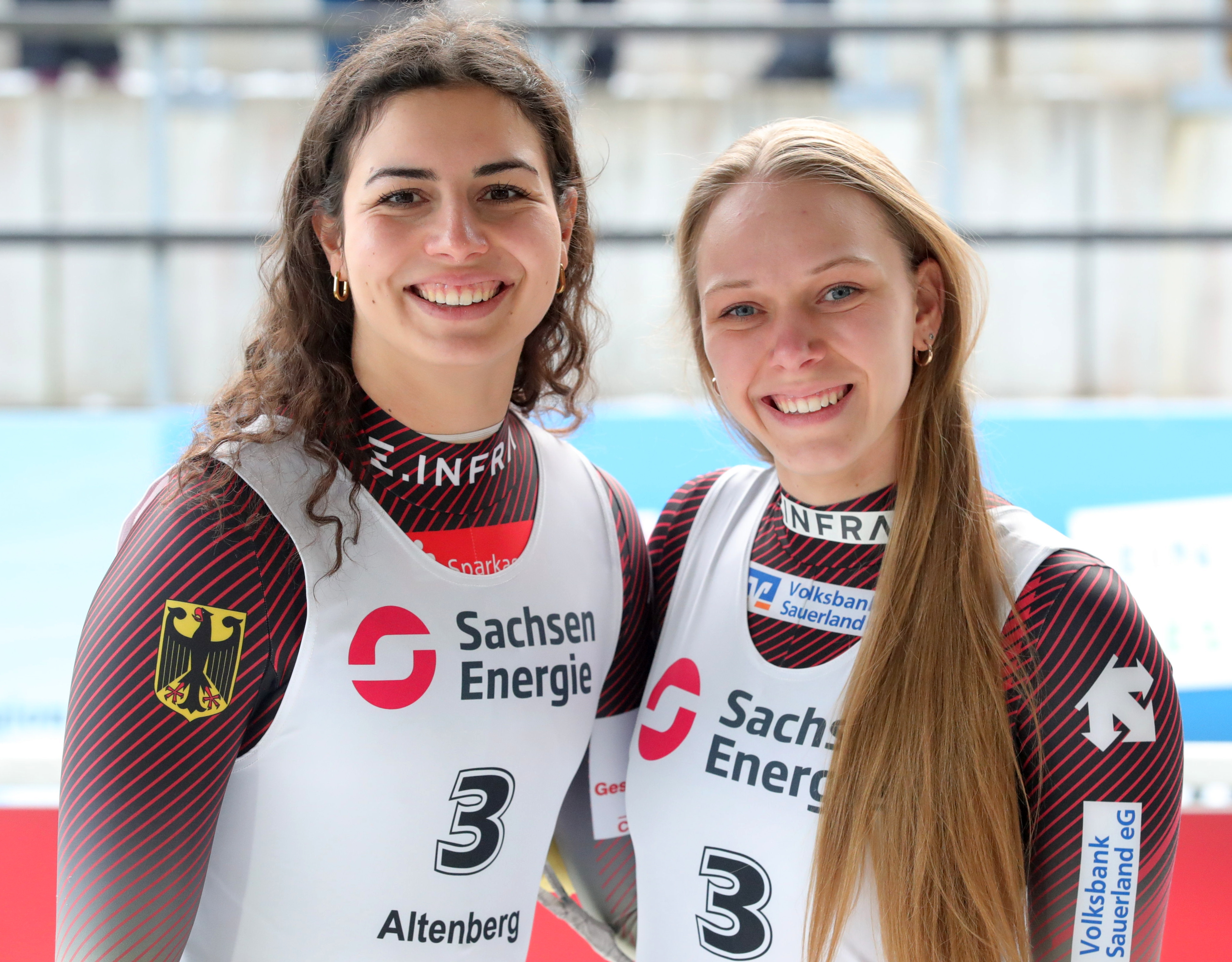
Rosenthal/Degenhardt
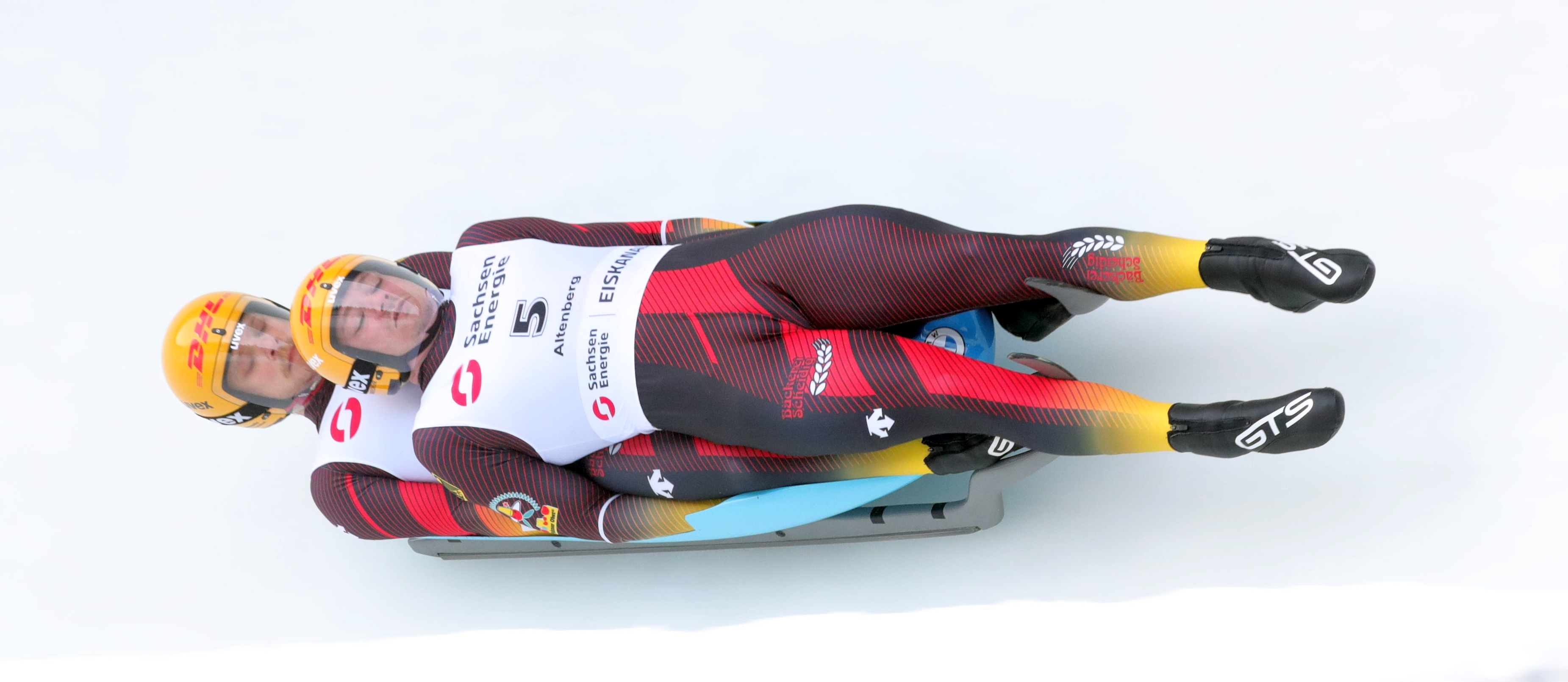
Orlamünder/Gubitz
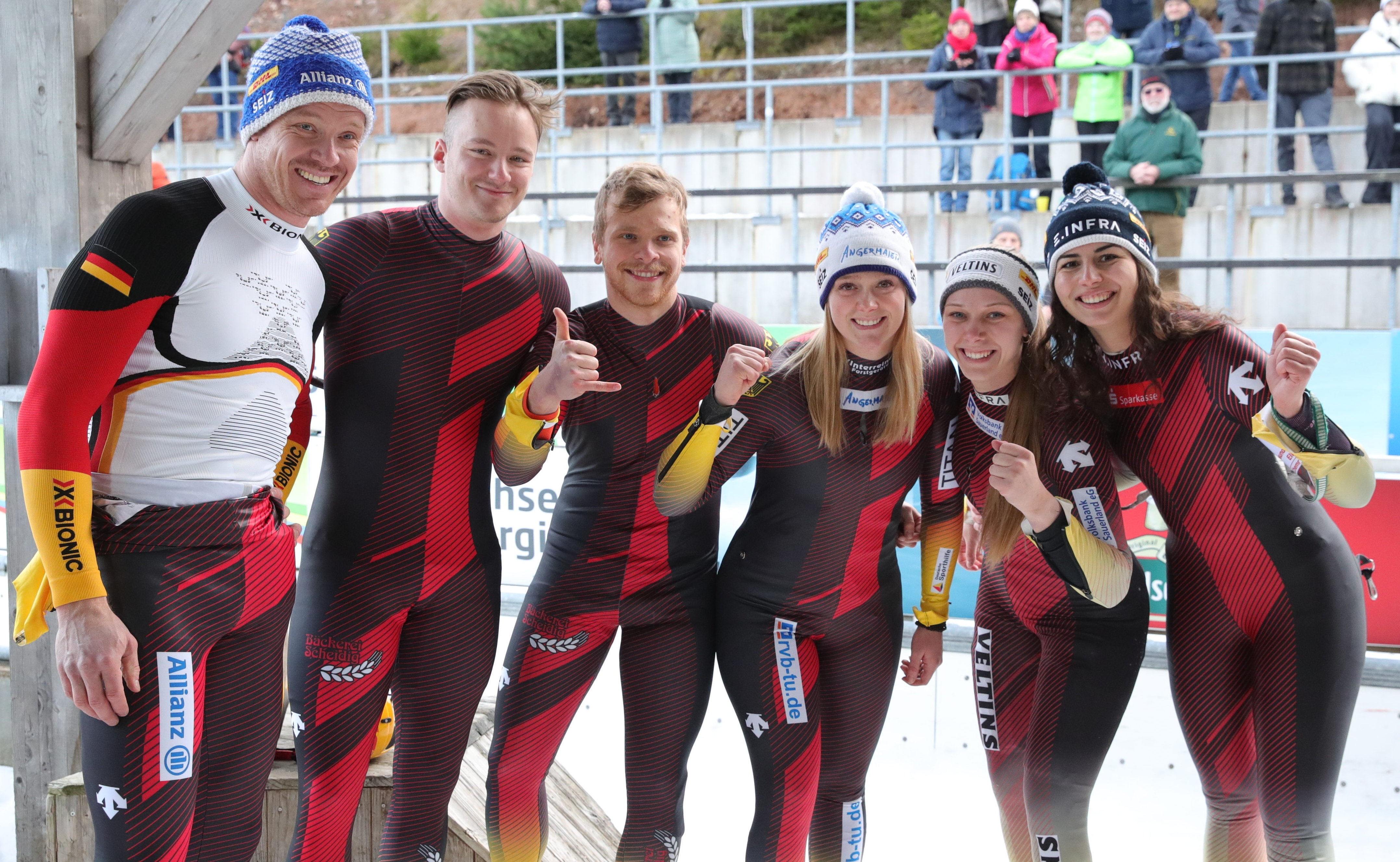
Teamstaffel

## Ergebnisse

### Einsitzer der Frauen
| Platz | Sportlerin     | Verein           | Laufzeiten        | Zeit         |
| ----- | -------------- | ---------------- | ----------------- | ------------ |
| 1     | Anna Berreiter | RC Berchtesgaden | 56,252 s 56,055 s | 1:52,307 min |
| 2     | Merle Fräbel   | RT Suhl          | 56,385 s 56,190 s | 1:+0,268 s   |
| 3     | Anka Jänicke   | WSV Königssee    | 56,496 s 56,265 s | 1:+0,454 s   |
| 4     | Melina Fischer | ESV Lok Zwickau  | 56,481 s 56,419 s | 1:+0,593 s   |

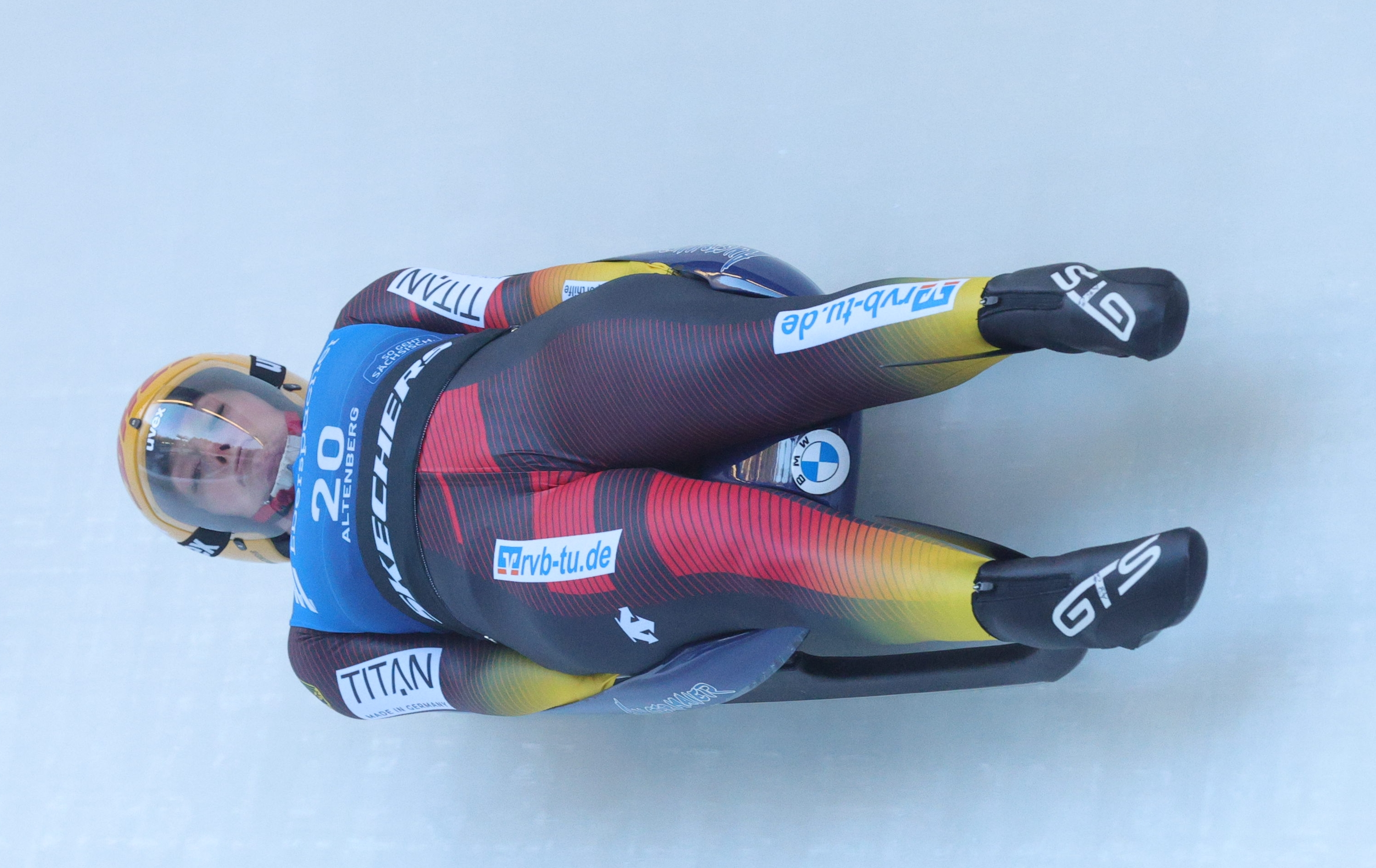
Anna Berreiter, Deutsche Meisterin

Julia Taubitz musste verletzungsbedingt auf die Deutschen Meisterschaften verzichten. Anna Berreiter sicherte sich mit der Titelverteidigung ihren dritten deutschen Meistertitel. Mit einem Rückstand von mehr als einer Viertelsekunde fuhr Merle Fräbel auf den Silberrang. Die Bronzemedaille sicherte sich Anka Jänicke mit einem Rückstand von viereinhalb Zehntelsekunden, die im zweiten Lauf noch Melina Fischer vom Podium verdrängen konnte.

### Einsitzer der Männer
| Platz | Sportler          | Verein               | Laufzeiten        | Zeit         |
| ----- | ----------------- | -------------------- | ----------------- | ------------ |
| 1     | Felix Loch        | RC Berchtesgaden     | 52,404 s 52,196 s | 1:44,600 min |
| 2     | David Nößler      | SV Schmalkalden      | 52,462 s 52,161 s | 1:+0,023 s   |
| 3     | Timon Grancagnolo | ESV Lok Zwickau      | 52,324 s 52,420 s | 1:+0,144 s   |
| 4     | Max Langenhan     | BRC 05 Friedrichroda | 52,504 s 52,246 s | 1:+0,150 s   |
| 5     | Mathis Ertel      | RRC Altenberg        | 52,658 s 52,553 s | 1:+0,611 s   |

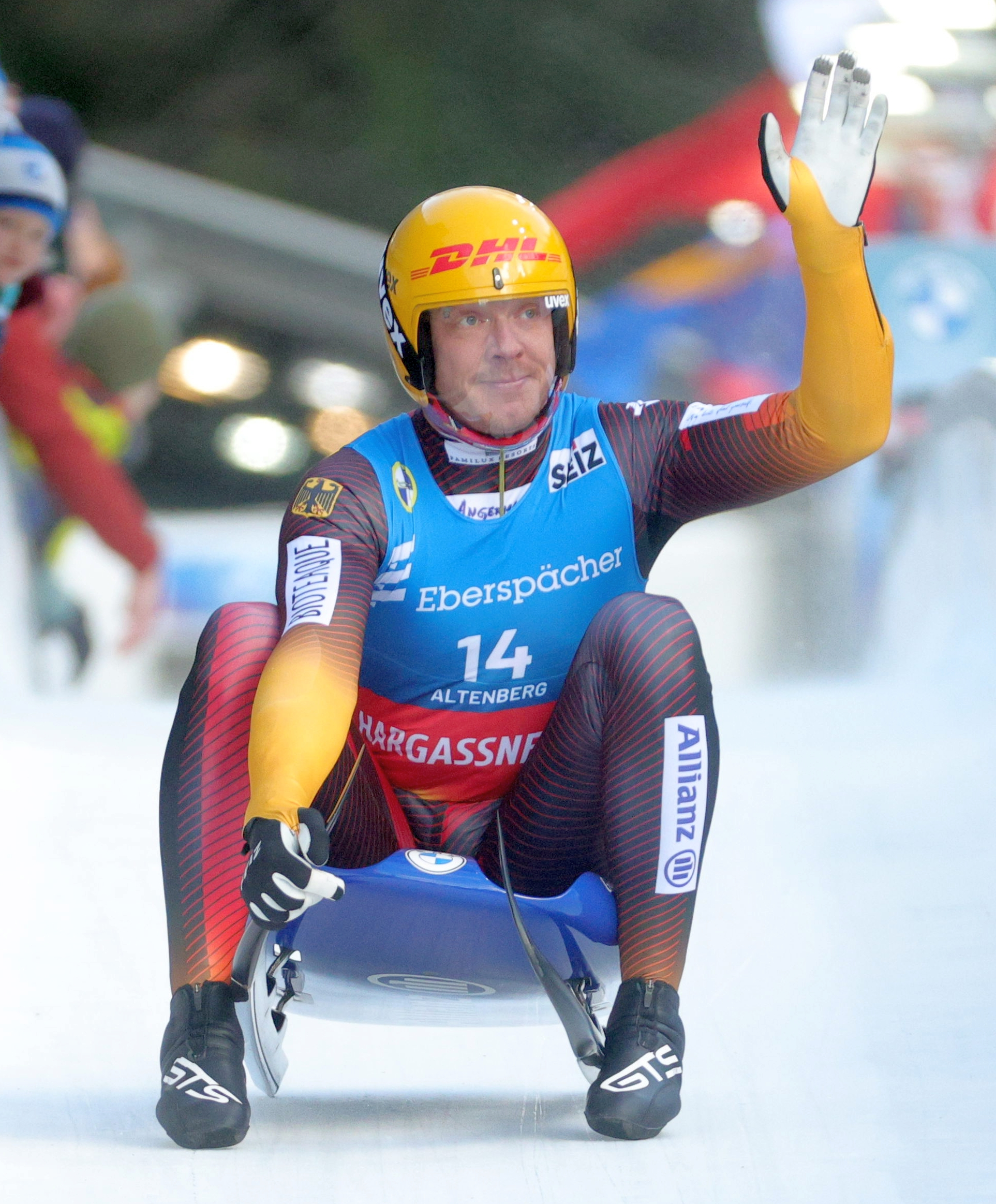
Felix Loch, Deutscher Meister

Felix Loch gewann seinen zehnten Meistertitel im Einsitzer, verpasste jedoch in beiden Läufen die Bestzeit. David Nößler verdrängte mit Laufbestzeit im zweiten Lauf noch Timon Grancagnolo auf den Bronzerang, am Ende hatte Nößler rund zwei Hundertstelsekunden Rückstand auf Loch. Grancagnolo hatte nach dem ersten Lauf noch mit einem Vorsprung von acht Hundertstelsekunden auf Goldkurs gelegen, verpasste eine Bestätigung dieser Leistung im zweiten Lauf jedoch und gewann mit einem Rückstand von 0,144 Sekunden schlussendlich die Bronzemedaille. Max Langenhan, Gewinner des Gesamtweltcups der Saison 2023/24, verpasste das Podest um sechs Tausendstelsekunden. Mit deutlichem Rückstand von mehr als sechs Zehntelsekunden fuhr Mathis Ertel auf den fünften Rang.

### Doppelsitzer der Frauen
| Platz | Sportler                                | Verein                         | Laufzeiten        | Zeit         |
| ----- | --------------------------------------- | ------------------------------ | ----------------- | ------------ |
| 1     | Jessica Degenhardt / Cheyenne Rosenthal | RRC Altenberg / BSC Winterberg | 44,058 s 44,022 s | 1:28,080 min |
| 2     | Dajana Eitberger / Magdalena Matschina  | RC Ilmenau / SV Bad Feilnbach  | 44,302 s 44,003 s | 1:+0,225 s   |
| 3     | Elisa Storch / Pauline Patz             | RT Suhl / SV Schmalkalden      | 44,634 s 44,330 s | 1:+0,884 s   |

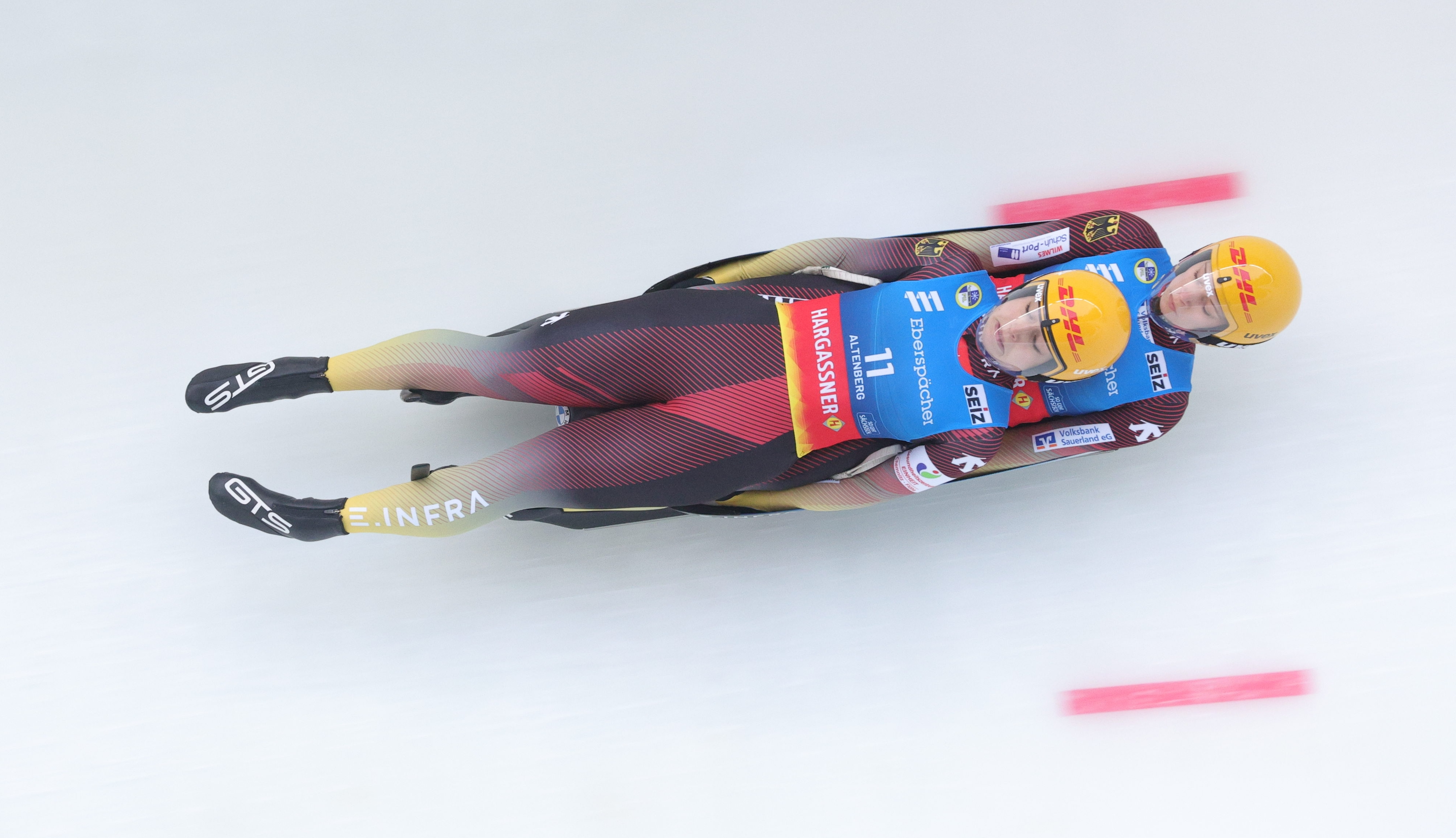
Degenhardt/Rosenthal, Deutscher Meisterinnen

Jessica Degenhardt und Cheyenne Rosenthal konnten ihren Titel aus dem Vorjahr erneut verteidigen und gewannen ihre dritte deutsche Meisterschaft vor Dajana Eitberger und Magdalena Matschina, die trotz Bestzeit im zweiten Lauf mit einem Rückstand von 0,225 Sekunden ins Ziel kamen. Elisa Storch und Pauline Patz wurden mit einem Rückstand von über acht Zehntelsekunden Dritte.

### Doppelsitzer der Männer
| Platz | Sportler                        | Verein                                        | Laufzeiten        | Zeit         |
| ----- | ------------------------------- | --------------------------------------------- | ----------------- | ------------ |
| 1     | Tobias Wendl / Tobias Arlt      | RC Berchtesgaden / WSV Königssee              | 43,352 s 43,290 s | 1:26,642 min |
| 2     | Hannes Orlamünder / Paul Gubitz | RRC Zella-Mehlis                              | 43,377 s 43,282 s | 1:+0,017 s   |
| 3     | Toni Eggert / Florian Müller    | BRC Ilsenburg / WSC Erzgebirge Oberwiesenthal | 43,450 s 43,279 s | 1:+0,087 s   |
| 4     | Moritz Jäger / Valentin Steudte | RT Suhl / RRC Zella-Mehlis                    | 43,720 s 43,628 s | 1:+0,706 s   |
| 5     | Pascal Kunze / Max Trippner     | ESV Lok Zwickau / ESV Lok Chemnitz            | 44,034 s 43,915 s | 1:+1,307 s   |

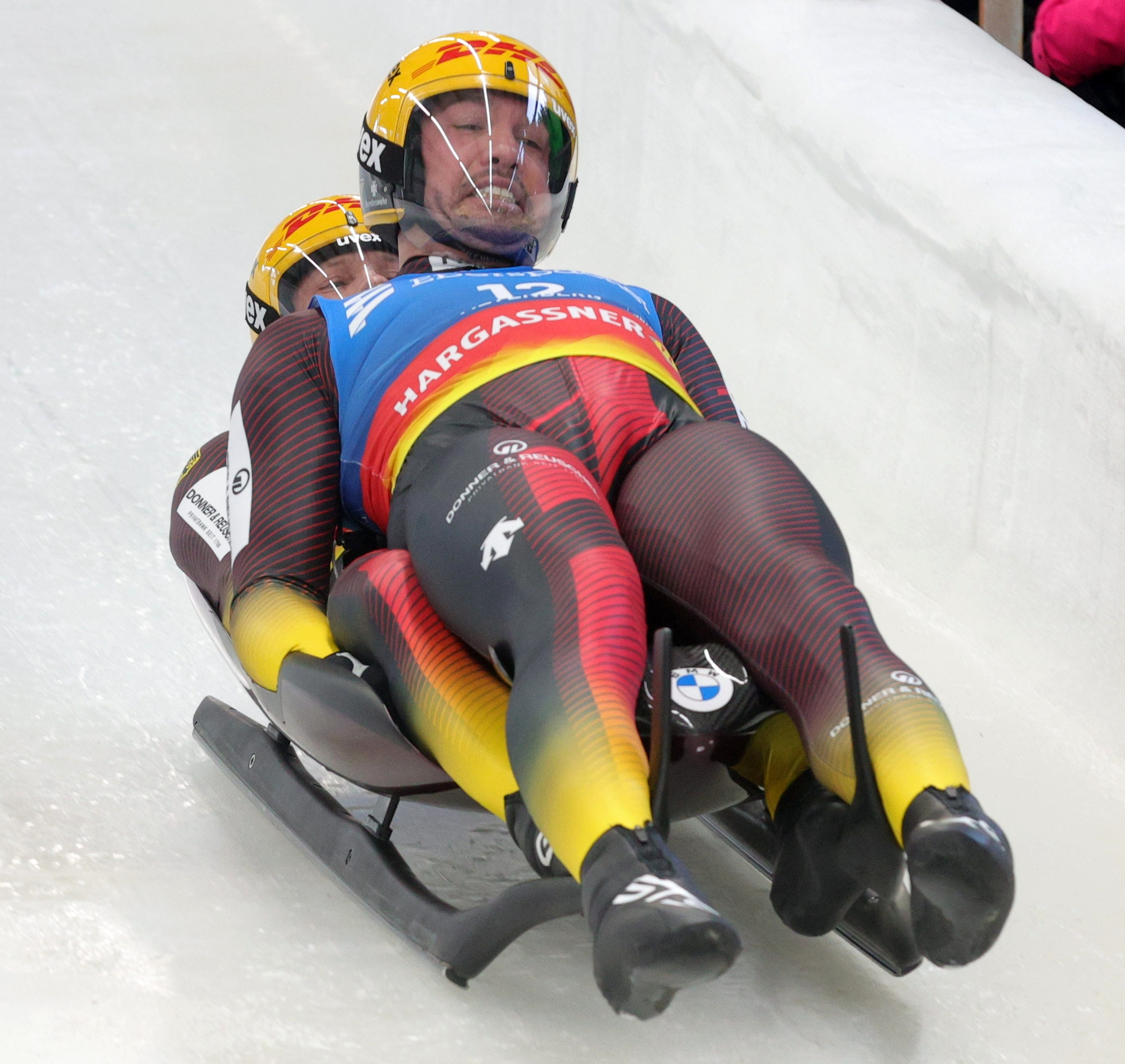
Wendl/Arlt, Deutsche Meister

Tobias Wendl und Tobias Arlt gewannen ihren siebenten Meistertitel im Doppelsitzerwettbewerb vor den Vorjahressiegern Hannes Orlamünder und Paul Gubitz, die mit einem Rückstand von 0,017 Sekunden die Silbermedaille gewannen. Das neu zusammengestellte Doppelsitzerpaar Toni Eggert und Florian Müller erzielte zwar im zweiten Lauf noch die Bestzeit, konnte den Rückstand aus dem ersten Lauf jedoch nicht mehr aufholen und gewann mit einem Rückstand von rund neun Hundertstelsekunden die Bronzemedaille. Vierte wurden mit einem Rückstand von mehr als sieben Zehntelsekunden Moritz Jäger und Valentin Steudte, auf Rang fünf mit einem Rückstand von mehr als 1,3 Sekunden fuhren Pascal Kunze und Max Trippner.

### Teamstaffel
| Platz | Sportler                                                                                          | Verein                                                                                            | Laufzeiten                          | Zeit         |
| ----- | ------------------------------------------------------------------------------------------------- | ------------------------------------------------------------------------------------------------- | ----------------------------------- | ------------ |
| 1     | Anna Berreiter Tobias Wendl / Tobias Arlt Felix Loch Jessica Degenhardt / Cheyenne Rosenthal      | RC Berchtesgaden RC Berchtesgaden / WSV Königssee RC Berchtesgaden RRC Altenberg / BSC Winterberg | 46,958 s 48,389 s 48,418 s 49,277 s | 3:13,042 min |
| 2     | Merle Fräbel Hannes Orlamünder / Paul Gubitz Max Langenhan Dajana Eitberger / Magdalena Matschina | RT Suhl RRC Zella-Mehlis BRC 05 Friedrichroda RC Ilmenau / SV Bad Feilnbach                       | 47,094 s 48,412 s 48,478 s 49,273 s | 1:+0,0219 s  |
| 3     | Melina Fischer Moritz Jäger / Valentin Steudte Timon Grancagnolo Elisa Storch / Pauline Patz      | ESV Lok Zwickau RRC Zella-Mehlis / RT Suhl ESV Lok Zwickau RT Suhl / SV Schmalkalden              | 47,059 s 49,019 s 48,181 s 51,559 s | 1:+0,494 s   |

In der Teamstaffel setzte sich das Team, welches Chefbundestrainer Patric Leitner aus den deutschen Meistern der einzelnen Disziplinen (Berreiter, Wendl/Artl, Loch und Degenhardt/Rosenthal) zusammengesetzt hatte, durch. Sie verwiesen das Team um Fräbel, Orlamünder/Gubitz, Langenhan und Eitberger/Matschina mit einem Rückstand von mehr als zwei Zehntelsekunden auf den Silberrang. Nach Fahrfehler der Doppelsitzer kam die Teamstaffel um Fischer, Jäger/Steudte, Grancagnolo und Storch/Patz mit einem Rückstand von rund einer halben Sekunde auf dem Bronzerang ins Ziel.